# Thomas Benbow Phillips
Thomas Benbow Phillips (Mánchester, Reino Unido, 14 de febrero de 1829 - Chubut, Argentina, 30 de enero de 1915) fue un pionero de los asentamientos galeses en Brasil y en la Patagonia durante el siglo XIX.
Phillips nació en Mánchester o Tregaron y se crio en esta última localidad. Mientras vivía en Mánchester en 1848, entró en contacto con comerciantes de algodón, que tenían deseos de establecer una colonia en Brasil para cultivar algodón para sus telares de Lancashire. Phillips viajó a Río Grande do Sul, Brasil para comenzar los trámites, y hacia finales de mayo de 1851 se le unieron seis grupos de inmigrantes galeses. Sin embargo, el asentamiento fracasó, aparentemente porque la mayoría de los inmigrantes tenían experiencia en la industria minera y encontraron trabajo en las minas de carbón brasileñas, más lucrativas que el cultivo del algodón.
Phillips se casó con una mujer brasileña, María Januaria Buena Florinal, pero después de la muerte de esta en 1872 se trasladó a la colonia galesa de la Patagonia Y Wladfa, en Chubut. Se convirtió en uno de los miembros más prominentes del asentamiento y en 1898 viajó a Londres junto a Llwyd ap Iwan para presentar al gobierno británico una lista de agravios de la comunidad contra el gobierno de Argentina. Sin embargo, el gobierno de Londres se negó a autorizar la imposición de la soberanía británica sobre el asentamiento.
Phillips regresó a la Patagonia, donde continuó viviendo hasta su muerte en 1915.